# 牛尾城
牛尾城（うしおじょう）は、島根県雲南市大東町南村にあった日本の城。

## 概要
牛尾城は、牛尾氏によって築かれた山城。牛尾氏が有力国人として尼子家中で重きをなしたため、同氏の居城である牛尾城も尼子十旗の一つに数えられた。

## 構造
両脇を深い谷で囲まれた尾根の先端付近に占地し、最高所の三笠山までの尾根上に郭が連なる。山頂の郭には尾根筋側に土塁が存在し、この郭が主郭と考えられている。
牛尾城の背後に続く尾根筋は八雲山を経由して熊野城に繋がり、両城は尾根伝いに連絡していた。

## 沿革
- 応仁の乱後、京極氏に従った牛尾氏により築城された。
- 天文11年（1542年）、大内氏が出雲に侵攻すると、牛尾幸清は富田城の守備に当った。
- 永禄6年（1563年）、毛利氏が富田城に迫ると、幸清・久信父子は富田城に入った。
- 永禄9年（1566年）、城内の兵糧が底を突き、幸清・久信父子も毛利氏に降った。
- 永禄12年（1569年）、挙兵した尼子残党勢に牛尾幸信が合流し、牛尾城に拠った。
- 元亀元年（1570年）、布部山の戦いで尼子勢は惨敗を喫し、牛尾城も毛利輝元に攻められ落城した。